# Marisa Paredes
María Luisa Paredes Bartolomé, coneguda simplement com a Marisa Paredes   (Madrid, 3 d'abril de 1946 - Madrid, 17 de desembre de 2024), va ser una actriu espanyola de teatre i televisió amb una extensa trajectòria a Espanya, Itàlia i França.
Va iniciar la seva carrera durant els anys 1960 i 1970 en obres de teatre i sèries de televisió i va tenir alguns papers secundaris en films com Goya (1970) o Las bicicletas son para el verano (1983).
Va assolir la fama arran del seu paper protagonista en el film Tacones lejanos (1991), de Pedro Almodóvar, amb qui posteriorment també va treballar a La flor de mi secreto (1995), Todo sobre mi madre (1999) i La piel que habito (2011). També va participar en La vida és bella (1997), El coronel no tiene quien le escriba (1999), El espinazo del diablo (2000) i Després de la pluja (2007), d'Agustí Villaronga, entre d'altres.
Va ser nominada en dues ocasions al Premi Goya a la millor actriu. La seva trajectòria va rebre diversos reconeixements, com el Premi Nacional de Cinematografia (1996), la Medalla d'Or al Mèrit en les Belles Arts (2007), el Fotogramas de Plata (2016) i el Goya d'Honor (2018).
Entre 2000 i 2003 va ser presidenta de l'Acadèmia de les Arts i les Ciències Cinematogràfiques d'Espanya, en una època marcada per les protestes dels artistes per la guerra de l'Iraq.